# Wolf (rivière du Wisconsin)
Pour les articles homonymes, voir Wolf.
La  Wolf est une rivière du Wisconsin aux États-Unis. Elle se jette dans le Lac Poygan, puis le lac Butte des Morts et termine son parcours dans  le Lac Winnebago.
À l'époque de la Nouvelle-France, la rivière portait le nom de rivière aux Loups.

## Historique
Les premiers Européens sont arrivés sur la "rivière aux Loups" en 1634, lorsque les Français, sous la direction de Jean Nicolet, ont exploré la région. En 1673 Jacques Marquette et Louis Joliet naviguèrent sur la "rivière aux loups" en utilisant des pirogues et le portage. Ils passèrent ainsi des Grands Lacs vers la rivière Wisconsin et le fleuve Mississippi.